# Bairamlia fuscipes
Bairamlia fuscipes  (лат.) — вид паразитических наездников из семейства Pteromalidae (Asaphinae, Chalcidoidea) отряда Перепончатокрылые насекомые. Ассоциированы с личинками блох (Siphonaptera): встречаются в гнездовьях белок и некоторых птиц. Вид был описан в 1929 году энтомологом Джеймсом Уотерстоном (англ. James Waterston) по экземплярам из Англии, выведенным из блох Ceratophyllus wickhami. Длина 1,4—2,5 мм. Чёрные блестящие. Мандибулы с 4 зубцами. Усики состоят из 3-члениковой булавы, 5-членикового жгутика, трёх колечек, педицеля и скапуса. Соотношение длин члеников нижнечелюстных щупиков — 4:6:9:17 (у нижнегубных — 7:4:10).

## Распространение
Великобритания, Нидерланды, Россия (Московская область), Франция, Чехия, Швейцария, Швеция.

## Список первичных хозяев
- Отряд жуков Coleoptera
  - Семейство Карапузики (Histeridae)
    - Виды рода Gnathoncus sp.
- Отряд блох Siphonaptera
  - Семейство Ceratophyllidae
    - Блоха крысиная южная (Xenopsylla cheopis)
    - Ceratophyllus consimilis
    - Ceratophyllus gallinae
    - Ceratophyllus orientalis
    - Ceratophyllus wickhami
    - Leptopsylla segnis
    - Neopsylla setosa
    - Nesopsyllus fasciatus

## Список видов, в чьих гнездах обнаружены
- Птицы
  - Городская ласточка (Delichon urbica)
  - Белая трясогузка (Motacilla alba)
  - Большая синица (Parus major)
  - Домовый воробей (Passer domesticus)
  - Береговая ласточка (Riparia riparia)
  - Обыкновенный скворец (Sturnus vulgaris)
- Млекопитающие
  - Каролинская белка (Sciurus carolinensis)